# U-Bahnhof

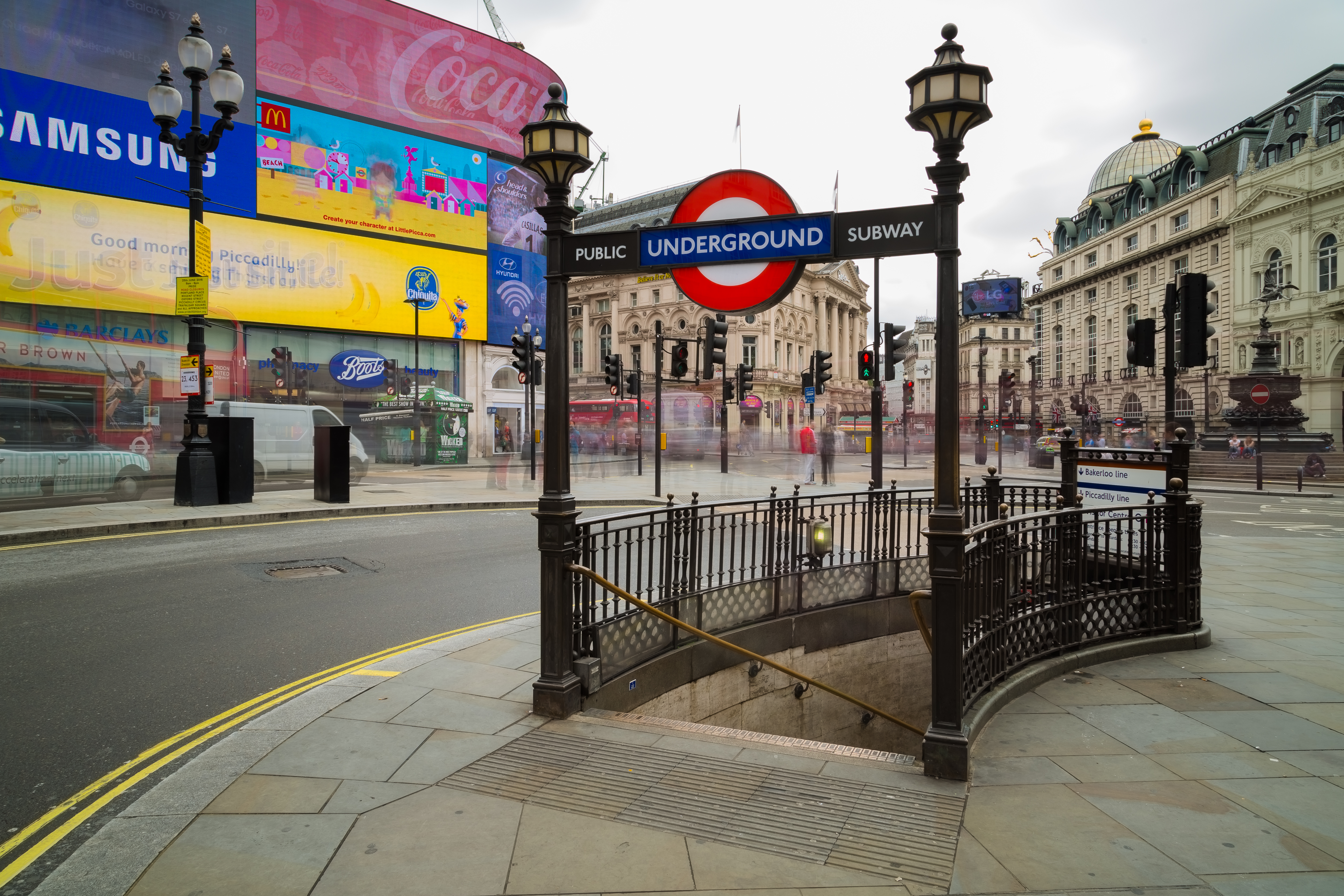
Abgang zum U-Bahnhof Piccadilly Circus, London

Ein U-Bahnhof, eine U-Bahn-Station oder U-Bahn-Haltestelle (abgekürzt U-Bf., U-Bhf., U-Hst.) ist die Haltestelle einer U-Bahn. Entsprechend der unterschiedlichen Trassenführungen von U-Bahnen können die Bahnhöfe im Tunnel, im Einschnitt, zu ebener Erde, in Dammlage und auf Viadukten liegen oder auch in andere Gebäude integriert werden.
Innerhalb des Nahverkehrsnetzes einer Stadt bzw. Region sind U-Bahnhöfe häufig wichtige Verknüpfungspunkte zwischen den verschiedenen Verkehrsträgern und Verkehrslinien, an denen Verkehrsströme gebündelt und verteilt werden.
In Deutschland werden sowohl umgangssprachlich als auch von Eigentümer- und Betreiberseite teilweise auch Stationen von Verkehrsmitteln, die keine U-Bahn sind (siehe auch hier), als U-Bahnhof bezeichnet. Hierzu gehören beispielsweise die Stadtbahn-Systeme von Frankfurt und Köln.

## Allgemeines

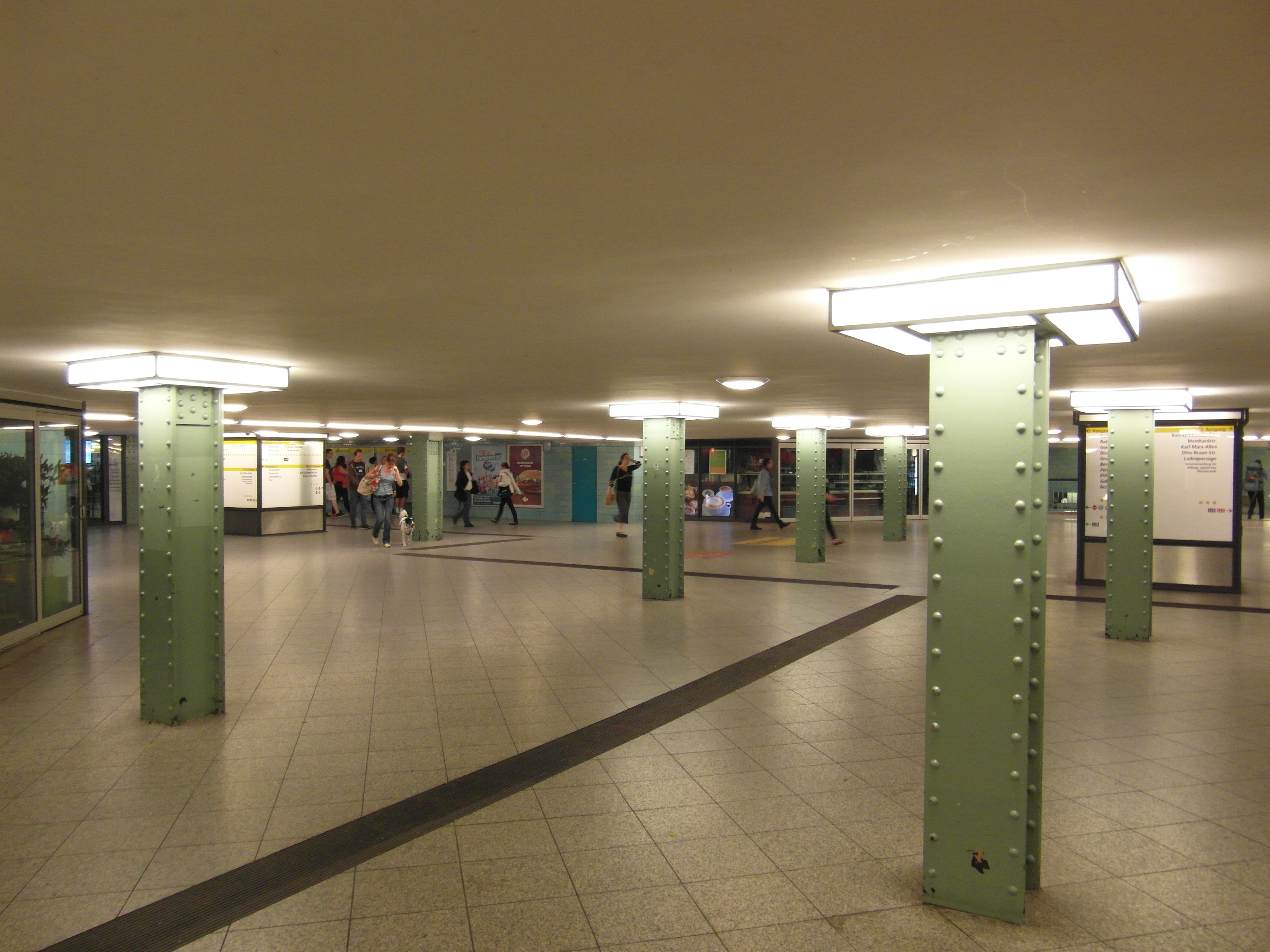
Verteilerebene des Bahnhofs Alexanderplatz, Berlin:
Größere U-Bahnhöfe besitzen häufig Verteilerebenen zwischen Straßen- und Bahnsteigniveau

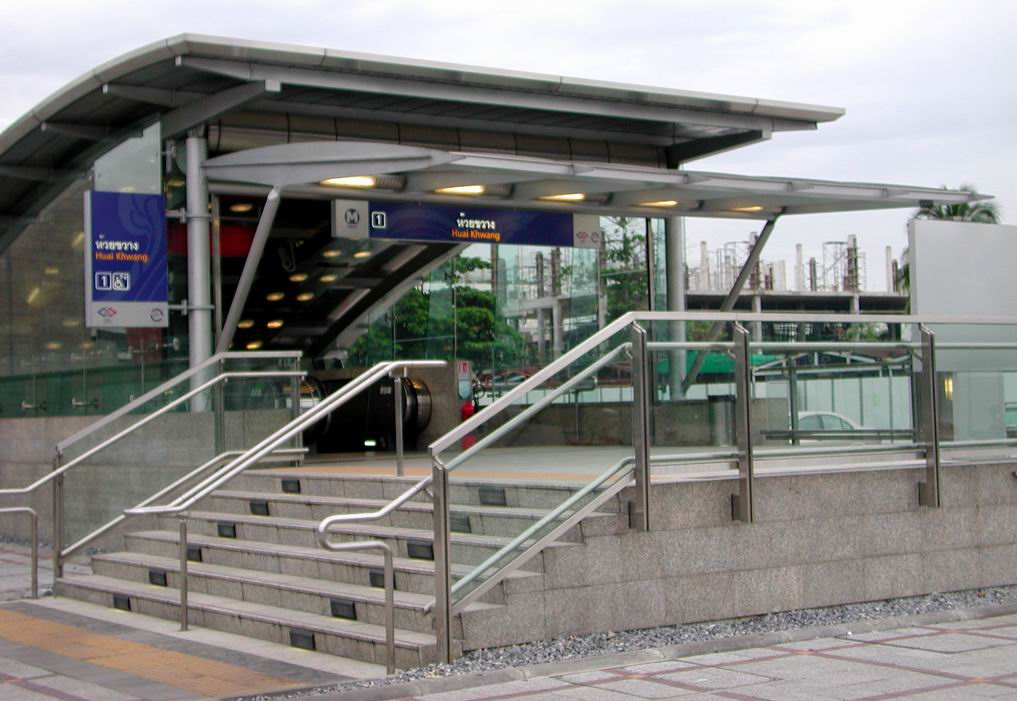
Eingang des U-Bahnhofes Huay Kwang in Bangkok

In manchen deutschsprachigen Städten, die über ein U-Bahn-Netz verfügen, wird statt U-Bahnhof fast ausschließlich der Begriff U-Bahn-Station verwendet, wie zum Beispiel in Wien. In Hamburg wird der Begriff U-Bahn-Haltestelle benutzt.
U-Bahnhöfe sind außen sichtbar durch ein entsprechendes Schild markiert. In Deutschland ist es – spätestens seit den 1980er Jahren – das weiße „U“ auf blauem Quadrat, in Wien auf blauem Kreis. In Berlin wurde vorher zur Kennzeichnung ein weißes „U“ auf einem auf der Schmalseite stehenden Rechteck benutzt, in Hamburg hatte das große „U“ nur eine blaue Kontur.
Je nach Ausführung und verfügbarem Baugrund besitzen die Stationen teilweise einen Hochbau als Eingangshalle. Treppen führen zu den Bahnsteigen, oft auch Fahrtreppen. Ein U-Bahnhof gilt als barrierefrei, wenn er über Aufzugsanlage(n) oder Rampen bzw. Fahrsteige verfügt, die von der Straßenebene bis zur Bahnsteigebene führen. Seit 1987 sind in Nürnberg alle U-Bahnstationen mit einem Aufzug ausgerüstet bzw. ebenerdig begehbar und somit barrierefrei. Auch in Wien ist das seit 2004 der Fall.
Während in Deutschland die U-Bahnhöfe inzwischen größtenteils über kein vor Ort befindliches Personal mehr verfügen, sind z. B. in London und in vielen östlichen Ländern die Stationen mit Personal besetzt. Diese sind – besonders im Eingangsbereich – zum Service (Fahrkartenverkauf, Hilfe bei Behinderungen) und zur Sicherheit im Dienst, die Bereiche der Bahnsteige und Treppen werden meist über Kameras überwacht. Auf den meisten Bahnsteigen deutscher U-Bahn-Stationen gibt es zudem Notrufsäulen und Nothaltschalter.
U-Bahn-Stationen werden oftmals nach topografischen Gegebenheiten in der Nähe, beispielsweise nach der Ortsbezeichnung einer Gegend, dem Stadtteil oder Fernbahnhöfen, insbesondere im Innenstadtbereich größerer Städte nach Straßen, Plätzen oder Gebäuden benannt. Ferner kann der Name an ehemalige Bauten erinnern, zum Beispiel der U-Bahnhof Görlitzer Bahnhof in Berlin oder die U-Bahnhöfe Stubentor und Schottentor in Wien. Seltener weist die Bezeichnung keine Verbindung zu topografischen Objekten auf und trägt den Namen einer Person oder einer Thematik wie die Station Lakweon (koreanisch für Lustgarten, Paradies) der Pjöngjanger Metro, möglicherweise zu dessen Heroisierung. Zumeist haben Umstiegsstationen zwischen zwei oder mehreren U-Bahn-Linien den gleichen Namen, dies ist allerdings in Systemen vor allem osteuropäischer Staaten nicht unbedingt der Fall. Dort kann ein Bahnhof mit mehreren Linien durchaus linienabhängig unterschiedliche Bezeichnungen haben.
Der größte U-Bahnhof weltweit ist die Station Châtelet – Les Halles der Métro Paris. An dieser Station treffen sich fünf Métrolinien und drei RER-Linien.

## Bauformen
Die Bauformen von U-Bahnhöfen lassen sich, gemäß der Bahnsteigebene in der sie errichtet werden, in drei Obertypen (Tieflage, ebenerdig und Hochlage) differenzieren. Dabei sind die baulichen Anlagen einer gleichen Ebene untereinander ähnlich und den jeweiligen spezifischen Begebenheiten angepasst.
Allen Bauformen gemein sind die Varianten der Bahnsteiganordnung. Diese können sowohl in Mittel- als auch in Seitenlage angeordnet werden. Dabei hat jede der Varianten ihre Vor- und Nachteile. So ermöglichen Seitenbahnsteige eine geradlinige Ein- und Ausfahrt der Züge, da hierfür die Gleise nicht verschwenkt werden müssen. Dies hat eine ruhige Lage der Fahrzeuge insbesondere für stehende Fahrgäste vor dem Aussteigen und nach dem Einsteigen zur Folge. Der Fahrer verfügt über eine gute Sicht auf die Gleise. Es treten geringere Abnutzungserscheinungen für Schienen bzw. Radreifen auf, da eine Seitenbeschleunigung vermieden wird. Zudem besteht die Möglichkeit die Bahnsteiglänge bzw. -breite auch nachträglich anzupassen. Die Nachteile sind hingegen die Notwendigkeit einer doppelten Ausrüstung mit Treppenanlagen, Installationen und Einbauten auf der Bahnsteigebene. Dies erstreckt sich ebenfalls auf die technischen Überwachungsanlagen und beim Einsatz von Personal zur Bahnsteigaufsicht ist eine doppelte Besetzung erforderlich. Im Normalfall sind beide Bahnsteige einander gegenüberliegend angeordnet. In verschiedenen Städten wurde solche, bedingt durch örtliche Begebenheiten die Bahnsteige jedoch auch hintereinander oder über verschiedene Ebenen verteilt ausgeführt.
Die Mittelbahnsteige bieten dazu die direkte Alternative. Hier steht bei einer Spitzenauslastung die volle Bahnsteigbreite für eine Lastrichtung zur Verfügung. Die Orientierung der Nutzer wird erleichtert und eine wirtschaftliche Gestaltung, insbesondere der Treppenanlagen, ermöglicht. Bei dem Einsatz von Personal zur Zugabfertigung ist auch hier eine wirtschaftlichere Lösung möglich. Die Flächen an den Bahnsteigenden können Betriebsräume und Kehr- oder Stellgleise aufnehmen. Die Nachteile sind insbesondere durch die Verziehungsstrecken vor und hinter dem Bahnsteig begründet. Hier treten zusätzlich zu den Anfahr- und Bremskräften Seitenbeschleunigungen auf, die sich auf stehende Fahrgäste merklich auswirken. Die erforderlichen Aufweitungen des Streckentunnels führen zu einem höheren Bauaufwand.
An Stationen mit besonders hoher Nutzungsfrequenz hat sich vereinzelt die sogenannte Spanische Lösung durchgesetzt. Hier wird das Gleis von zwei Seiten mit Bahnsteigen erschlossen und im Idealfall über eine Seite der Ausstieg und über die andere Seite der Einstieg organisiert. Hierzu dienen dann ein Mittelbahnsteig in Kombination mit zwei Seitenbahnsteigen. So können Züge in einer kürzeren Zeitspanne abgefertigt werden. Ein sehr frühes Beispiel hierfür bildet der U-Bahnhof Chambers Street im Netz der New Yorker U-Bahn aus dem Jahr 1913. Weitere Beispiele existieren auch im U-Bahnhof Charles de Gaulle – Étoile in Paris oder im 2004 fertiggestellten Düsseldorfer U-Bahnhof Merkur Spiel-Arena/Messe Nord. Im U-Bahnhof Sheppard-Yonge in Toronto existiert ein Mittelbahnsteig für die spätere Einführung der Spanischen Lösung als Bauvorleistung.
U-Bahn-Stationen, welche im engeren Sinne keine Bahnhöfe sind, werden trotzdem üblicherweise als "Bahnhof" bezeichnet, auch wenn sie – bei analoger Anwendung der Definition bei der Vollbahn – lediglich Haltepunkte sind. In Deutschland verfügt beispielsweise der eingleisige U-Bahnhof Ahrensburg Ost an der Hamburger U1 über keinerlei Weichen und ist daher – ähnlich wie der Vollbahn-Haltepunkt Hamburg-Dammtor kein Bahnhof sensu stricto.

### Ein- und Mehrgleisigkeit
Die meisten U-Bahnhöfe haben zwei Bahnsteiggleise. Wird ein Bahnhof von mehreren Linien bedient, gibt es die Möglichkeit, dass sich die Linien den Bahnhof teilen (z. B. U2 und U3 der U-Bahn Nürnberg an deren 6 gemeinsamen Stationen), die Möglichkeit eines Turmbahnhofes oder die Möglichkeit eines Richtungsbahnhofes. Ein Beispiel für Letzteren ist der U-Bahnhof Plärrer in Nürnberg. Eingleisige Strecken bei U-Bahnen sind selten, kommen aber bei Außenästen immer wieder vor. Hierbei kann trotz eingleisiger Strecke zwischen den Bahnhöfen der Bahnhof zweigleisig ausgeführt werden (z. B. U-Bahnhof Flughafen in Nürnberg) oder ein eingleisiger Bahnhof bzw. Haltepunkt gebaut werden (z. B. U-Bahnhof Ahrensburg Ost der U-Bahn Hamburg). Einige wenige Netze, wie zum Beispiel die New York City Subway haben drei- und viergleisige Strecken, wobei nicht alle Bahnhöfe dieser Strecken Bahnsteige an allen Gleisen haben. Die zusätzlichen Gleise dienen üblicherweise für Expresszüge, die nicht an allen Bahnhöfen halten. Darüber hinaus können mit ihrer Hilfe gesperrte oder gestörte Gleise umfahren werden.

## Gestaltung

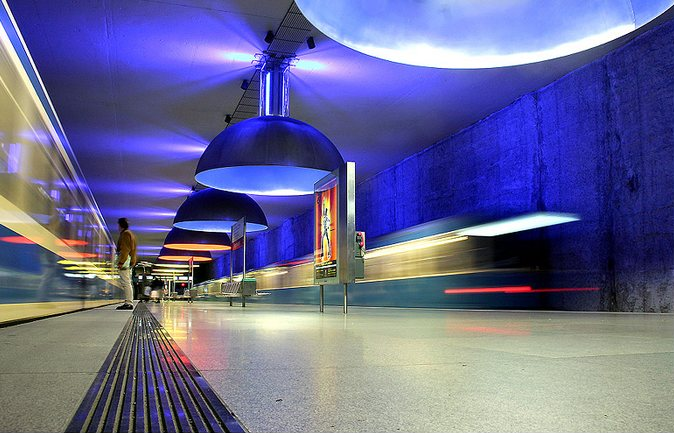
U-Bahnhof Westfriedhof in München

### Allgemeines

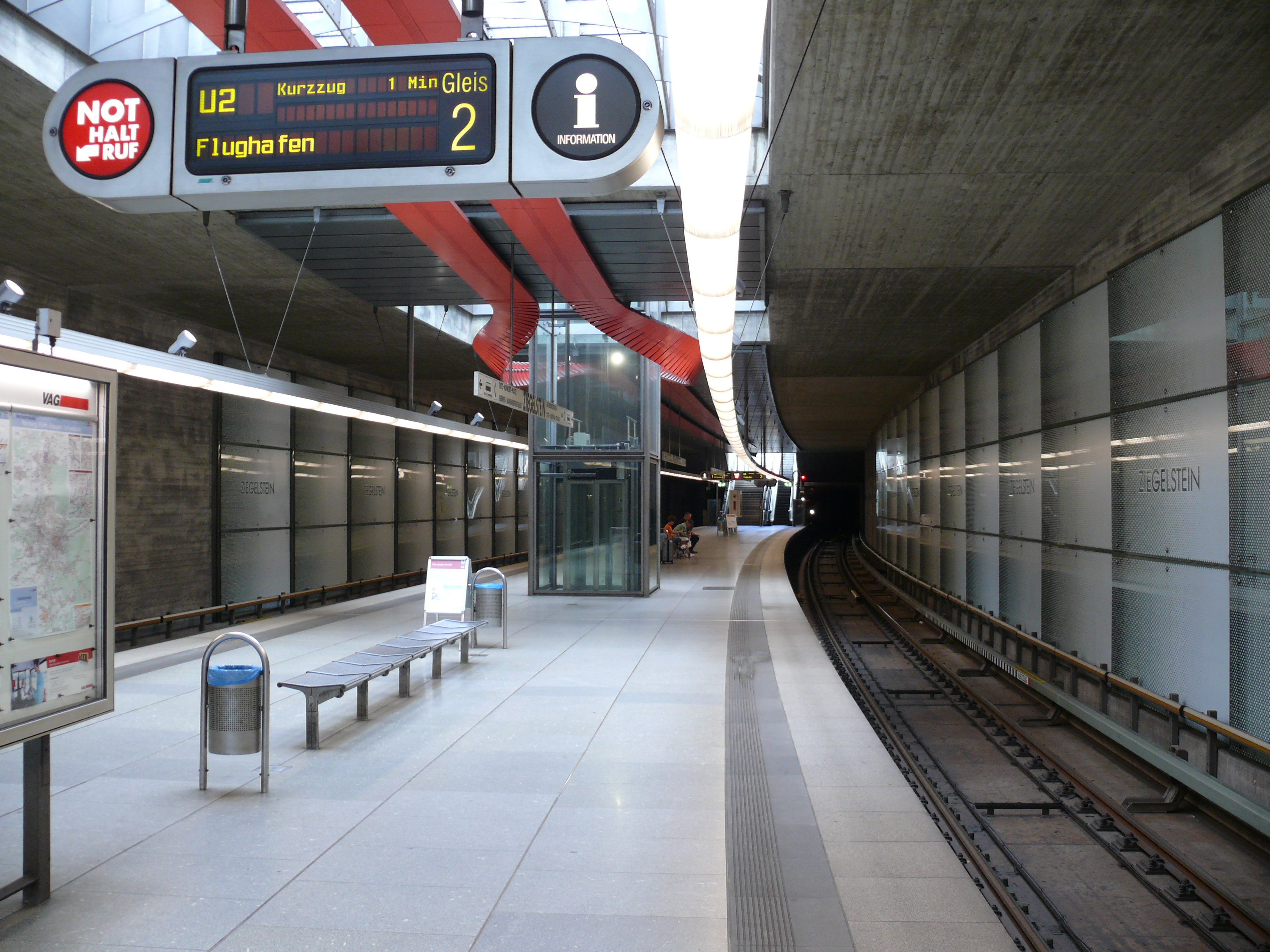
U-Bahnhof Ziegelstein in Nürnberg

Die architektonische und künstlerische Gestaltung von U-Bahnhöfen wurde bereits mit der Errichtung der ersten Bauwerke thematisiert und umgesetzt. In Berlin verfügte jede der großen Bauperioden über einen hauptverantwortlichen Architekten. So waren es Alfred Grenander, Bruno Grimmek und Rainer G. Rümmler, deren gestalterische Handschrift auch heute noch die Berliner U-Bahnhöfe prägen. Ähnlich verhielt es sich mit Paolo Nestler bei der U-Bahn München, wobei hier auch durch das U-Bahn-Referat selbst mehrere U-Bahnhöfe gestaltet wurden. In den 1990er Jahren wurden dort vermehrt Aufträge an unterschiedliche Architekturbüros vergeben. So gestaltete das Stuttgarter Büro Auer+Weber+Assoziierte gemeinsam mit dem Lichtkünstler Ingo Maurer den am 23. Mai 1998 eröffneten U-Bahnhof Westfriedhof.
In Nürnberg gestaltete zunächst das U-Bahnreferat die ersten Bahnhöfe, ehe in den 1980er Jahren vom Tiefbauamt in Zusammenarbeit mit der Georg-Simon-Ohm-Hochschule, Fachbereich Gestaltung und Design, die ersten Wettbewerbe zur Bahnhofsgestaltung unter den Studenten ausgelobt wurden. Ab den 1990er Jahren setzte sich vermehrt die Glasarchitektur durch, die auf Edelstahl, helle Farben und Glas als Gestaltungselemente zurückgreift und die Bahnhofsgestaltung wurde erstmals an externe Architekten und Designer vergeben. Für die Gestaltung der Fürther Bahnhöfe waren allerdings wieder Studenten der Ohm-Hochschule verantwortlich.
Die Direktbeauftragung weicht in manchen Fällen aber auch dem Wettbewerb um die beste Gestaltungslösung. So wurde im Rahmen der Neugestaltung des Sperrengeschosses des seit den 1970er Jahren in Betrieb befindlichen U- und S-Bahnhofs Marienplatz in München ein Realisierungswettbewerb durchgeführt, den das Büro Allmann Sattler Wappner für sich entscheiden konnte. Im Zuge der Planungen für die Wehrhahn-Linie in Düsseldorf wurde ein internationaler Wettbewerb für alle U-Bahnhöfe der Gesamtstrecke ausgeschrieben. Hier wurde durch das Büro „netzwerkarchitekten“ ein Konzept für die Linie entwickelt, das die Abfolge der einzelnen U-Bahnhöfe als Raumkontinuum inszeniert.

### Gestaltung der Métrostationen in Paris

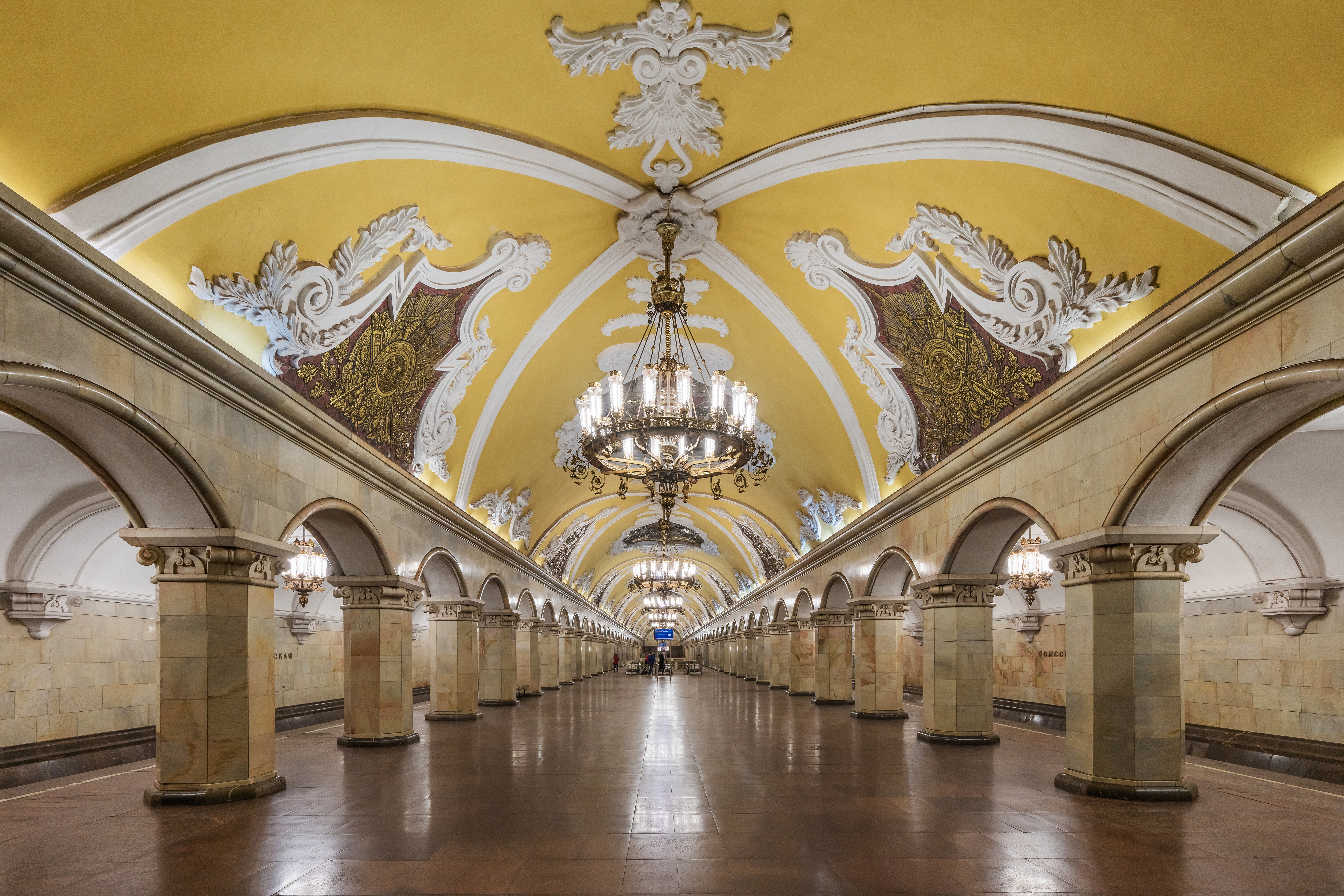
U-Bahnhof Komsomolskaya in Moskau

## Bauweisen
Bei den in Tieflage ausgeführten U-Bahnhöfen wird in der Bauausführung allgemeine zwischen drei Bauweisen (Offene Bauweise, Geschlossene Bauweise und Sonderverfahren) unterschieden. Dies hat seinen Hintergrund oft in mehreren Faktoren. So spielen die jeweilige Beschaffenheit des Baugrundes und der Grundwasserverhältnisse eine große Rolle und damit verbunden die geplante Tieflage und Ausdehnung der Tunnelanlagen. Daneben können der Umfang und die Art der geplanten Oberflächennutzungen bzw. besondere technische Anforderungen an das Bauwerk eine wichtige Rolle spielen. Einen besonderen Einfluss nimmt auch die auf der mit dem U-Bahnhof zu errichtenden Strecke zur Ausführung kommenden Bauweise.